# Streets of Love
"Streets of Love" é uma canção da banda britânica The Rolling Stones que foi lançada como single duplo do lado A com "Rough Justice" do álbum A Bigger Bang, de 2005. O single foi lançado em 22 de agosto de 2005, antes do álbum.

## Canção
"Streets of Love", uma balada poderosa com arranjo sobressalente baseado em guitarra e coro em falsete, recebeu o principal impulso de marketing, embora não tenha se tornado um grande sucesso nos EUA. Em contraste, foi o número um na Espanha, o top 10 na Argentina, Bélgica, Dinamarca, Finlândia, Holanda e Suécia e o top 20 na Alemanha, Grécia, Itália e Noruega. Ele também foi um hit top 20 no Reino Unido, alcançando o número 15 no UK Singles Chart, 42 anos depois de seu primeiro hit no Reino Unido, "Come On".
"Streets of Love" é uma das poucas músicas dos Rolling Stones licenciadas para uso em publicidade (Entre elas estão "Start Me Up", " You Can't Always Get What You Want", " She's a Rainbow"). Fez parte de um comercial de televisão da operadora de telefonia móvel Vodafone Itália, na qual também aparece a modelo da empresa, Megan Gale. O videoclipe desta música foi filmado em Zaphod Beeblebrox, uma boate em Ottawa, Ontário e o ator canadense Tan Arcade foi escalado e apresentado no vídeo. Foi lançado ao vivo em 11 de julho de 2006 em San Siro, Milão, Itália.

## Músicos
- Vocais e guitarra elétrica: Mick Jagger
- Violão: Keith Richards
- Guitarra elétrica: Ron Wood
- Bateria: Charlie Watts

## Músicos de apoio
- Baixo: Darryl Jones
- Pianos e órgãos: Chuck Leavell e Matt Clifford
- Cordas e programação: Matt Clifford

## Posição nas paradas musicais
| Parada (2005)                                        | Melhor posição |
| ---------------------------------------------------- | -------------- |
| Áustria (Ö3 Austria Top 75)                          | 26             |
| Bélgica (Ultratop 50 de Flandres)                    | 41             |
| Bélgica (Ultratip Bubbling Under da Valônia)         | 6              |
| Canadá (Nielsen SoundScan)                           | 10             |
| Dinamarca (Hitlisten)                                | 4              |
| Europa (Eurochart Hot 100)                           | 16             |
| Finlândia (Suomen virallinen lista)                  | 10             |
| Alemanha (Offizielle Deutsche Charts)                | 15             |
| Grécia (IFPI)                                        | 15             |
| Hungria (Rádiós Top 40)                              | 32             |
| Irlanda (IRMA) com "Rough Justice"                   | 27             |
| Itália (FIMI)                                        | 17             |
| Países Baixos (Dutch Top 40)                         | 12             |
| Países Baixos (Single Top 100)                       | 5              |
| Noruega (VG-lista)                                   | 14             |
| Escócia (Scottish Singles Chart) com "Rough Justice" | 12             |
| Espanha (PROMUSICAE)                                 | 1              |
| Suécia (Sverigetopplistan)                           | 5              |
| Suíça (Schweizer Hitparade)                          | 21             |
| Reino Unido (UK Singles Chart) com "Rough Justice"   | 15             |